# Sesbania hirtistyla
Sesbania hirtistyla är en ärtväxtart som beskrevs av Jan Bevington Gillett. Sesbania hirtistyla ingår i släktet Sesbania och familjen ärtväxter. Inga underarter finns listade i Catalogue of Life.